# Paulina Metzler-Löwyová
Paulina Metzler-Löwyová (německy Pauline Metzler-Löwy, 31. srpna 1853 Terezín – 28. června 1921 Roda, Sasko-Anhaltsko) byla rakouská pěvkyně-kontraaltistka židovského původu. Po studiu zpěvu na Pražské konzervatoři vystupovala v mnoha německých operních a divadelních scénách.

## Život a kariéra
Pauline Löwyová se narodila 31. srpna 1853 v Terezíně. V sedmnácti letech nastoupila na Pražskou konzervatoř, kde studovala čtyři roky.
Studium na konzervatoři ukončila s vyznamenáním. Záhy byla přijata do divadla v Altenburku, kde v té době zpívala např. role Orfea v Gluckově opeře Orfeus a Eurydika, role Azuceny ve Verdiho Trubadúrovi či Nancy ve Flotowově Martě.
V roce 1875 odešla do Lipska na pozvání Friedricha Hasseho, tehdejšího ředitele tamního Městského divadla. Po úspěšném debutu zde získala trvalé angažmá, které trvalo 12 let. Velmi úspěšně zde zpívala za ředitelů Hasseho, Angela Neumanna a Maxe Staegemanna.
Často účinkovala jako host na koncertech a oratoriích v Altenburgu, Brémách, Brunšviku, Hamburku, Lipsku a dalších městech. V roce 1881 se Paulina Löwyová vdala za klavíristu Ferdinanda Metzlera.
V roce 1886 vzbudila pozornost na hudebním festivalu Německého hudebního spolku. 12. června 1887 ukončila svou operní kariéru a nadále se věnovala především koncertování a po roce 1897 již výhradně výuce zpěvu.
Paulina Metzler-Löwyová zemřela 28. června 1921 v Rodě v Sasku-Anhaltsku.